# OSPAR
OSPAR Oslo-Pariskonventionen er en sammenlægning af to internationale konventioner:
- Oslo-konventionen fra 1972 om dumpning af farligt affald i havet
- Pariskonventionen fra 1974 om landbaserede kilder til forurening af havmiljøet.

Konventionen blev vedtaget i 1992, trådte i kraft i 1998 og dækker det nordøstlige Atlanterhav og Nordsøen. Den omfatter forebyggelse og eliminering af forurening fra landbaserede kilder, ved dumpning eller forbrænding, og fra havbaserede kilder samt vurdering af havmiljøets kvalitet. I OSPAR-sammenhæng hører Skagerrak til Nordsøen, mens Kattegat hører til Østersøen og derfor i forbindelse med konventionen hører under Helsingforskonventionen, HELCOM.
De løbende aktiviteter under konventionen varetages af OSPAR-kommissionen, der blev oprettet i 1992 og består af repræsentanter for de femten deltagende lande og Europa-Kommissionen. OSPAR's sekretariat er placeret i London.
De deltagende lande er Belgien, Danmark, Finland, Frankrig, Tyskland, Island, Irland, Luxembourg, Nederlandene, Norge, Portugal, Spanien, Sverige, Schweiz, Spanien, Island, Luxembourg, Nederlandene, Norge, Portugal, Sverige, Schweiz og Det Forenede Kongerige. Finland, Schweiz og Luxembourg har ingen kystlinje ved Nordatlanten, men har afvandingsområder ved henholdsvis Barentshavet og Nordsøen (via Rhinen).
Nordsøens olie- og gas-industri har efterladt tusindvis af stykker udstyr, og der kan være store omkostninger i at fjerne det.
I 2007 aftalte OSPAR at tillade at CO₂-lagring under havbunden.

## NACES
Et ministermøde i EU og de 15 lande bag OSPAR-konventionen udpegede i efteråret et vigtigt fourageringsområde for havfugle, NACES - the North Atlantic Current and Evlanov Seamount, som beskyttet havområde (Marine Protected Area (MPA)). Det er et område på 600,000 km² ca. på størrelse med Frankrig. Mellem 2,9-5 millioner trækkende havfugle, blandt andet fugle fra Danmark, Grønland og Færøerne benytter årligt området.
Ved samme møde bekræftede ministrene OSPAR's ledende rolle på den internationale scene, herunder i de globale forhandlinger om bevarelse og bæredygtig udnyttelse af den marine biodiversitet i det åbne hav, og OSPAR's bidrag til opfyldelsen af FN's 2030-dagsorden og mål for bæredygtig udvikling.